# 25412 Arbesfeld
25412 Arbesfeld este un asteroid din centura principală de asteroizi.

## Descriere
25412 Arbesfeld este un asteroid din centura principală de asteroizi. A fost descoperit pe 10 noiembrie 1999 la Socorro, New Mexico, în cadrul proiectului LINEAR. Asteroidul prezintă o orbită caracterizată de o semiaxă mare de 2,33 ua, o excentricitate de 0,17 și o înclinație de 2,4° în raport cu ecliptica.